# Хлопин, Григорий Витальевич
Григо́рий Вита́льевич Хло́пин (16 [28] января 1863, с. Добрянка, Пермская губерния (ныне город, Пермский край) — 30 июля 1929, Цихисдзири, Аджарская АССР, ЗСФСР, СССР) — российский и советский учёный-гигиенист, педагог, профессор, заслуженный деятель науки и техники РСФСР (1927).

## Биография
Родился в семье священника. Ушёл с четвёртого курса духовной семинарии и поступил в Пермскую классическую гимназию которую окончил с золотой медалью в 1882 году. В 1886 году окончил физико-математический факультет Санкт-Петербургского университета. За связь с марксистской группой Д. Благоева был сослан в Чердынь, затем вернулся в Пермь. Служил лаборантом в санитарной лаборатории пермского губернского земства и редактировал «Сборник Пермского земства».
Весной 1890 года, по окончании срока полицейского надзора, переехал в Москву, где, по ходатайству своего учителя, профессора Н. А. Меншуткина, поступил на 3-й курс медицинского факультета Московского университета, который в 1893 году окончил с отличием, получив «диплом лекаря», — оставлен в гигиенистическом институте университета. 
С начала 1894 года  Г. В. Хлопин был оставлен при университете на кафедре гигиены и утверждён в звании лаборанта при Гигиеническом институте Московского университета, директором которого в то время состоял профессор Фёдор Фёдорович Эрисман.
В мае 1896 года  Г. В. Хлопин защитил диссертацию на звание доктора медицины под руководством профессора Ф. Ф. Эрисмана по теме «К методике определения растворённого в воде кислорода» (ряд работ по тому же вопросу помещён в «Archiv für Hygiene» т. 32 и 34).
В том же году Г. В. Хлопин был назначен сверхштатным экстраординарным профессором гигиены в Юрьевский университет, а в 1899 году стал ординарным профессором там же.
В 1897, 1898 и 1899 годах был три раза командирован с учёными целями за границу. Кроме того, Хлопин Г. В. имел две учёно-практические командировки в пределах России.
В 1897 году производил санитарные ревизии и организовал предупредительные меры против чумы в Поволжье и на северном побережье Каспийского моря. Результаты его работ напечатаны вместе с отчётом по командировке (издан на правах рукописи, СПб., 1898).
В 1889 году Григорий Витальевич был командирован на Волгу как член особой комиссии, для выяснения вреда рыболовству и здоровью побережных жителей от загрязнения Волги нефтью (см. Г. Хлопин, «Загрязнение проточных вод хозяйственными и фабричными отбросами и меры к его устранению», 2 изд., Юрьев, 1902).

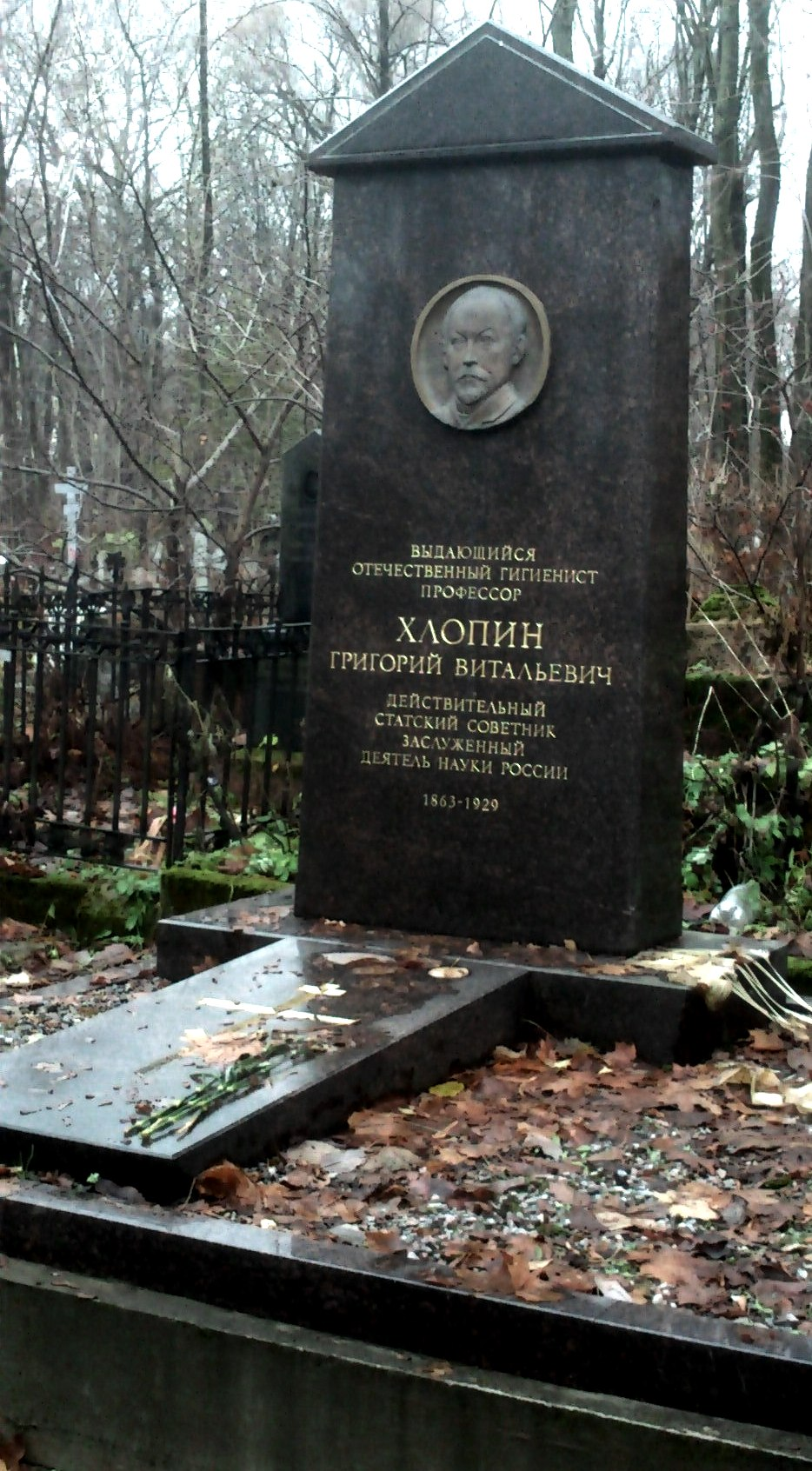
Могила Г. В. Хлопина на Смоленском кладбище в Санкт-Петербурге

Г. В. Хлопин написал несколько статей для «Энциклопедического словаря Брокгауза и Ефрона».
Из гигиенической лаборатории Хлопина с 1897 по 1902 год вышло около двадцати диссертаций и других исследований, сделанных под его руководством.
Помимо этого профессор Хлопин редактировал «Сборник работ гигиенической лаборатории Юрьевского университета».
С 1903 года — профессор Новороссийского университета (ныне Одесский национальный университет имени И. И. Мечникова).
С 1904 года — преподавал на кафедре гигиены в Санкт-Петербургском Женском медицинском институте (ныне Санкт-Петербургский государственный медицинский университет).
С 1906 года занимает должность профессора в Клиническом институте Петербурга (ныне Санкт-Петербургская медицинская академия последипломного образования).
После Октябрьской революции, начиная с 1918 года Хлопин преподаёт в Военно-медицинской академии (ныне Военно-медицинская академия им. С. М. Кирова) в Ленинграде.
В 1925 году, по его инициативе был создан Институт профилактических наук имени З. П. Соловьева, который сам Хлопин и возглавил.
Григорий Витальевич Хлопин скончался 30 июля 1929 года в Чакве (Аджария, Грузинская ССР). Похоронен на Смоленском православном кладбище в Санкт-Петербурге.

## Семья
Отец — Виталий Никандрович Хлопин, священник добрянской Рождество-Богородицкой церкви, преподаватель Добрянского «девического училища».
Сыновья:
- Виталий (1890—1950) — советский радиохимик, академик АН СССР (в честь которого названы улица и институт в Санкт-Петербурге)
- Николай (1897—1961) — советский гистолог, академик АМН СССР.

## Избранная библиография
Экспериментальные работы:
- «О студенистом состоянии белковых тел» (совместно с В. П. Михайловым, «Журнал Русского физико-химического общества», т. XVIII, 1886);
- «Об ядовитых свойствах глиняной посуды» (Пермь, 1887);
- «Опыт исследования торфов Пермской губернии в санитарном отношении» («Сборник работ Пермской Земской Санитарной станции», вып. I, Пермь, 1889);
- «К методике определения фенола в мылах» («Журнал Рус. Физ-Хим. Общ.», т. 28);
- «Способы и приборы для определения кислорода посредством титрования» («Журнал медицинского департамента», 1899);
- «Материалы для оценки воздуха и жидкости канализационных стоков в санитарном отношении» (СПб., 1899);
- «Азотистые основания бакинской нефти, их химический состав и физиологические свойства» («Журн. Медиц. Департ.», 1900);
- «Патентованные овсяные крупы, их химический состав и питательные свойства» (1901);
- «Ueber die Gifligkeit und Schädlichkeit einiger Tehrfarhstoffe» («Zeitschrift für Untersuchung der Nahrungs und Genussmittel», 1902);
- «Ein neues Reagens auf Ozon» (ib., 1902).

Прочие труды:
- «Движение населения Кусье-Александровского завода Пермской губернии и уезда за 38 лет» (с 1838 по 1875 г., Пермь, 1900);
- «Искусственно приготовленные суррогаты белков и их значение для питания здоровых и больных» («Русский Архив Патологии», 1898);
- «Молоко и молочные продукты, как возможные передатчики туберкулеза» («Архив Подвысоцкого», т. 12);
- «Фальсификация пищевых продуктов и простейшие способы её распознавания» (1902; отд. отт. из I тома «Общедоступного руководства к предупреждению болезней и сохранению здоровья», изд. под ред. проф. Г. В. Хлопина, СПб., 1902).
- Хлопин Г. В. Военно-санитарные основы противогазового дела / Г. В. Хлопин, проф. гигиены Воен.-мед. акад. — Л.: Науч. хим.-техн. изд-во. Науч.-техн. отд. В.С.Н.Х., 1926. — 138, [1] с.